# Talyp Sporty Aşgabat
Talyp Sporty Aşgabat är en turkmenisk fotbollsklubb från landets huvudstad Asjchabad. Klubben spelade i landets högsta division, Ýokary Liga, fram till säsongen 2010. Klubben har Köpetdag-stadion som hemmaarena, med en publikkapacitet på 26 000 åskådare. 